# Saint-Georges-lès-Baillargeaux

Saint-Georges-lès-Baillargeaux este o comună în departamentul Vienne, Franța. În 2009 avea o populație de 3,888 de locuitori.